# AnnaLynne McCord
AnnaLynne McCord (ur. 16 lipca 1987 w Atlancie) – amerykańska aktorka i modelka. Największą popularność przyniosła jej rola Naomi Clark w serialu 90210.

## Życiorys
AnnaLynne McCord urodziła się 16 lipca 1987 w Atlancie w stanie Georgia. Uczyła się w domu i w wieku 15 lat ukończyła naukę na poziomie szkoły średniej. Zadebiutowała w 2007 w filmie Dzień żywych trupów. Pojawiła się gościnnie w serialach Krok od domu i Życie na fali. Dostała propozycję zagrania w filmie Reguły oszustwa, niestety film został wycofany z produkcji. Dalsze projekty w których pojawiła się gościnnie to: Brzydula Betty, Greek, Dowody zbrodni, CSI: Miami. Zagrała również Eden Lord w 5. sezonie Bez skazy. W 2008 wystąpiła w The Haunting of Molly Hartley. W latach 2008–2013 grała Naomi Clark w serialu 90210, który przyniósł jej największą popularność.

## Filmografia
- 2002: Middle of Nowhere jako Cassandra
- 2005: Transporter 2 jako Car Jacking Girl
- 2008: The Haunting of Molly Hartley
- 2008: Dzień żywych trupów jako Nina
- 2009: Ale czad! jako Gwyneth
- 2010: Amexica jako kobieta
- 2010: Gun jako Gabriella
- 2011: Blood Out jako Anya
- 2012: Chirurgiczna precyzja jako Pauline
- 2013: Wzgardzona jako Sadie
- 2013: Martwy policjant jako Zhanna Dronov
- 2015: Pomocnik Świętego Mikołaja jako Billie
- 2017: 68 Kill jako Liza

## Seriale
- 2006: Krok od domu jako Sara (gościnnie)
- 2006: Życie na fali jako „gorąca dziewczyna” (gościnnie)
- 2007: Brzydula Betty jako Petra (gościnnie)
- 2007: CSI: Kryminalne zagadki Miami jako Sherry Williamson
- 2007–2009: Bez skazy jako Eden Lord
- 2007: Dowody zbrodni jako Becca Abrams – 1997 (gościnnie)
- 2007: American Heiress jako Loren Wakefield
- 2007: Greek jako Destiny / Patty (gościnnie)
- 2008–2013: 90210 jako Naomi Clark